# Arquidiocese de Potenza-Muro Lucano-Marsico Nuovo
A Arquidiocese de Potenza-Muro Lucano-Marsico Nuovo (Archidiœcesis Potentina-Murana-Marsicensis), é uma circunscrição eclesiástica da Igreja Católica na Itália, pertencente à Província Eclesiástica da Basilicata e à Conferenza Episcopale Italiana.
Em 2019 contava 151 mil batizados numa população de 158 mil habitantes. É atualmente governada pelo arcebispo Davide Carbonaro.

## Território
A Arquidiocese inclui o território das comunas de Potenza, Muro Lucano, Marsico Nuovo e outas 22 comunas da Província de Potenza; é formada por 62 paròquias.
A Sé està na cidade de Potenza, onde se acha a catedral dedicada à São Gerardo La Porta (ou de de Potenza).

## História
A cidade de Potenza foi erguida à Diocese no V século.
Às duas antigas dioceses de Muro Lucano (erguida em 1049) e de Marsico Nuovo (erguida em 1099) uniu-se aquela de Potenza que, passando o tempo, virou a mais importante.
Recentemente as trés dioceses foram unidas somante na diocese de Potenza, que virou Arquidiocese Metropolitana da Basilicata.

## Cronologia dos arcebispos do século XX
| #          | Nome                              | Período    | Notas                                |
| Arcebispos | Arcebispos                        | Arcebispos | Arcebispos                           |
| ---------- | --------------------------------- | ---------- | ------------------------------------ |
|            | Davide Carbonaro, O.M.D           | 2024-      | Atual                                |
|            | Salvatore Ligorio                 | 2015-2024  |                                      |
|            | Agostino Superbo                  | 2001-2015  |                                      |
|            | Ennio Appignanesi †               | 1993-2001  |                                      |
|            | Giuseppe Vairo †                  | 1977-1993  |                                      |
|            | Aurelio Sorrentino †              | 1966-1977  | nomeado Arcebispo de Reggio Calabria |
|            | Augusto Bertazzoni †              | 1930-1966  |                                      |
|            | Roberto Achille Razzòli, O.F.M. † | 1913-1925  |                                      |
|            | Ignazio Monterisi †               | 1900-1913  |                                      |